# インドネシア鉄道BB303形ディーゼル機関車
BB303形ディーゼル機関車（ビービー303がたディーゼルきかんしゃ、インドネシア語：Lokomotif BB303）は、インドネシアのディーゼル機関車。ヘンシェル社が製造したDHG 1000 BB形の、クレタ・アピ・インドネシア（インドネシア鉄道会社、PT.KAI）における形式である。

## 概要
エンジン出力は 750kW (1,010馬力)、重量は 42.8トン (42.1 ロングトン、47.2 ショートトン) である。1998年から2000年にかけて行われた改修によってエンジン出力が最大 890kW ～ 960 kW (1,190～1,290 馬力)となった。旅客列車または貨物列車の運行に使用される。最高速度 90km/h (25m/s)で走行でき、B'B' 車軸である。つまり、台車が2つあり、各台車には互いに接続された2つの駆動車軸があります。
Voith L520rU2 油圧トランスミッションを備えた MTU 12v493TW10 エンジンを採用されている。電気式ディーゼル機関車への統一化を進めるにあたり当形式の車両数は減少している。 新系列であるCC201形・BB203形が北スマトラ州へ配置されたことにより当形式の希少性が上がっている。現在の BB303形は北スマトラ州と西スマトラ州にのみ全19両が配置されている。

## 歴史

### 導入初期（1973年 - 1998年）
BB303形は、北スマトラ州のみで運行されていたBB302形の兄弟機として、1973年に北スマトラ州、西スマトラ州、ジャワ島の路線にて導入された。1973年に15両、1975年に4両、1976年に2両、1978年に16両、1980年に5両、1984年に15両が輸入された。車軸重が軽いため、ジャワ島やスマトラ島で、車軸重が14トン（14ロングトン、15ショートトン）以下しか対応できない路線で幅広く運用された。最終納入機は、兄弟機であるBB306形とともに1984 年に納入された。
北スマトラ州と西スマトラ州で運行を初めて以来、旅客列車と貨物列車が運用の主力機関車となっていた。ジャワ島のジャカルタ地域事業部のランカスビトゥン・ローカル列車（後のランカスビトゥン線）とパタス・メラク号（後のメラク線）、ジェンベル地域事業部ではパンダンワンギ号など、短距離列車から中距離列車の主力牽引機関車として利用された。1987年に起きたビンタロの悲劇（1987年ビンタロ列車衝突事故）ではBB303 16号機が当該機となっていた。1990年代後半までは、BB303形は依然として主力機関車として使用された。

### 定期運行終了（1998年 - 現在）
北スマトラ州で運行されている車両は、経年25年が経ち、改修されたBB302形と同じ最新型のエンジンに交換する改修工事が施工された。エンジン出力が約890kW（1,190馬力）と向上し、耐用年数が延長された。BB303形は現在でも北スマトラ州で運行されており、改修された数両が増備車として西スマトラ州へ転属した。
一方、ジャワ島の車両はスマトラ島とは違い主力機関車から入換用機関車として用途が変更されてその後廃車が発生した。一例としてランカスビトゥン・ローカル列車の牽引機関車がBB304形に随伴していたCC201形に置き換えられたことである。その後、ジェンブル地域事業部のジェンブル機関区にCC201形が配置されたことにより使用用途が変更され、パンダンワンギ号やプロボワンギ号などの中距離列車を中心に使用されるようになった。
2014年には、CC201形および BB203形機関車が北スマトラ州アチェ機関区やジェンベル地域事業部に配置され、メダン機関区からパダン機関区まで、BB 303 08 (BB 303 73 03)、BB 303 22 (BB 303 78 01)、BB 303 23 (BB 303 78 02)、BB 303 35 (BB 303 78 09)、BB 303 36 (BB 303 78 10)、BB 303 51 (BB 303 84 08)、BB 303 57 (BB 303 84 12) を含む7両のBB303形への転属が行われた。
現在まで、依然として西スマトラ州の主力機関車であり、特に旅客列車とセミョン・パダン号の運行に使用される。北スマトラ州では徐々にBB203形とCC201形へ置き換えられている。短距離列車の牽引機関車として使用され、プル・ブラヤン機関区、メダン駅、ベラワン駅、ペルラナン駅、テビン・ティンギ駅、キサラン駅構内で使われることが多い。北スマトラ州ではまだ機関車不足が深刻なため、CC201形・BB203形によって、BB303形が完全に置き換えられない状態となっている。現在のジャワ島ではBB303形が運行されていない。

## 運用
BB 303形の総数は合計57両であるが、電気式ディーゼル機関車への統一や事故により廃車となった車両があるためである。現在ではメダン機関区とパダン機関区・サワルント機関区にのみ配置されている。
| 配置場所                              | 配置場所 | 車両 | 車両     |
| 機関区名                              | 電報略号 | 車両番号 | 配置両数 |
| ------------------------------------- | -------- | --- | -------- |
| メダン （南スマトラ州メダン）         | MDN      | - BB 303 73 04 SO - BB 303 75 01 SO - BB 303 76 01 SO, 76 02 TSO - BB 303 78 02 SO, 78 05 - 78 07 SO, 78 08 TSO - BB 303 84 01, 84 02 SO, 84 04 SO | 10両     |
| パダン （西スマトラ州パダン）         | PD       | - BB 303 78 01 - BB 303 78 02 SO, 78 09 TSO - BB 303 84 05 TSO, 84 07 - 84 09 SO, 84 11 SO - 84 12 SO                                              | 8両      |
| サワルント （西スマトラ州サワルント） | SWL      | - BB 303 78 04 TSO | 1両      |
| 合計                                  | 合計     | 合計 | 19両     |

情報：
- 付番番号付は、2016年の運輸大臣規則第PM54号に基づく。
- SO は運行整備完了、TSO は運行整備未完了、TSGO は操作整備未完了を意味する。
- BB 303 78 04号機と BB 303 84 09号機は、PJKA時代の特徴的な黄緑色の塗装が施されている。
- 2022年11月25日、BB 303 78 04号機は、パダン機関区からサワルント機関区に転属され、機関車の需要に対応した。

## ギャラリー

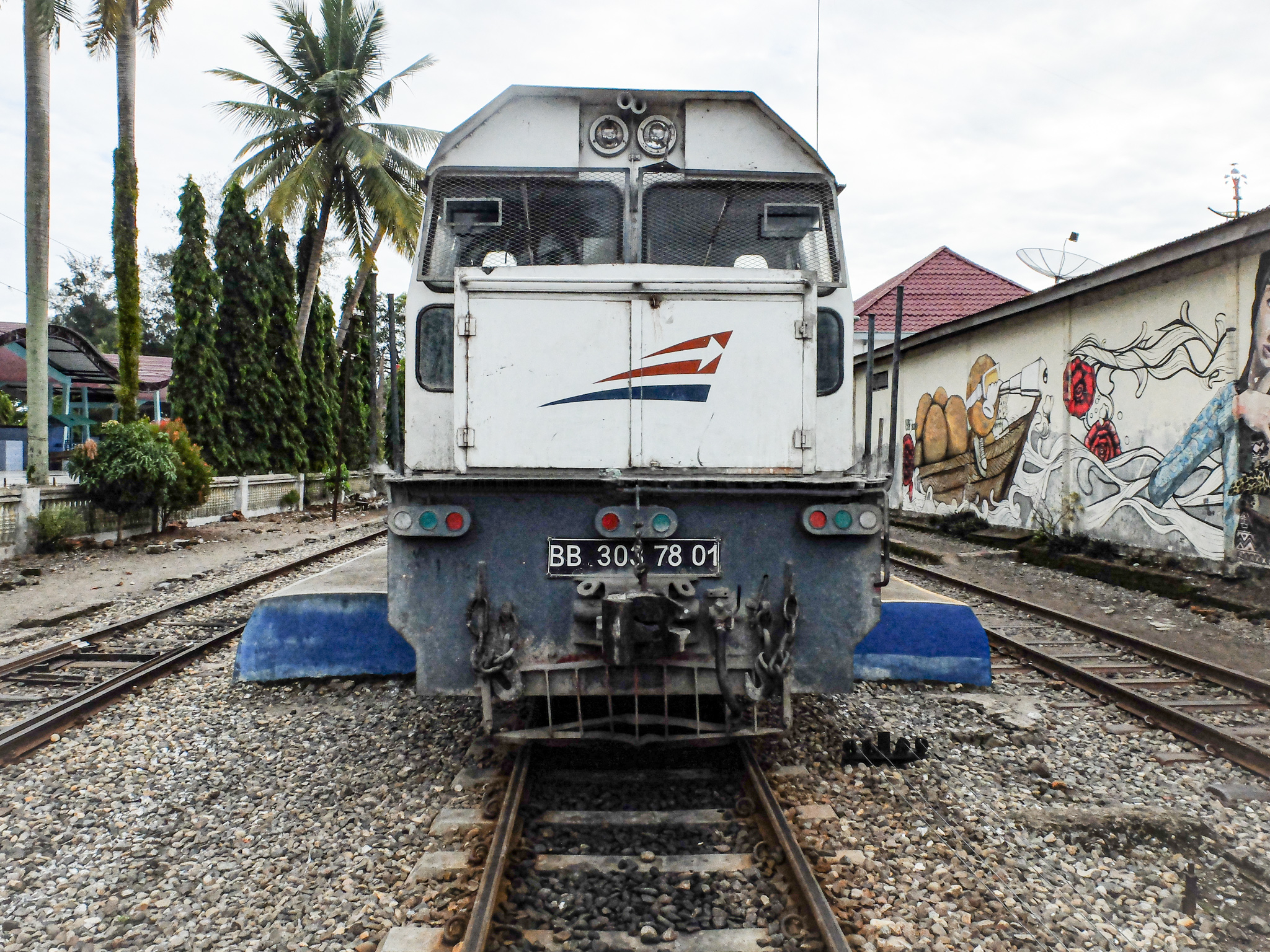
BB 303 78 01号機の正面写真（ペタン駅）
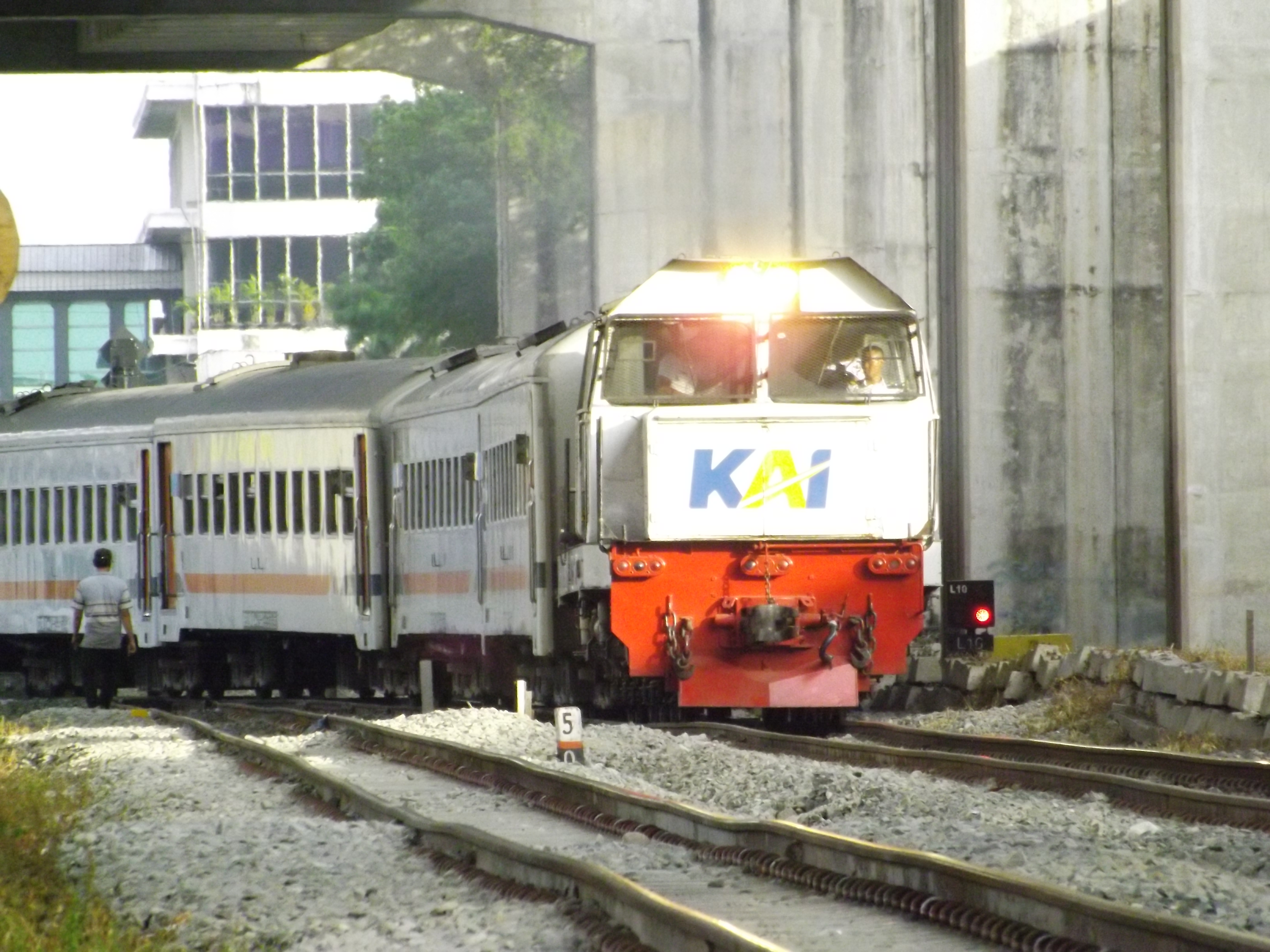
スリ・レラマンサ線を牽引するBB 303形
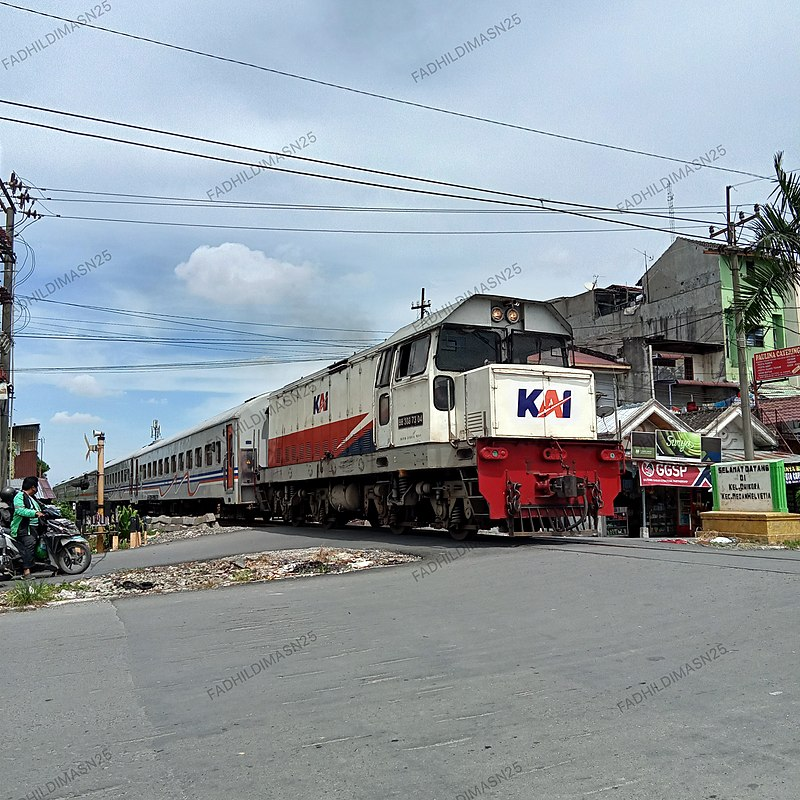
スリ・レラマンサ線を牽引するBB 303 73 04号機
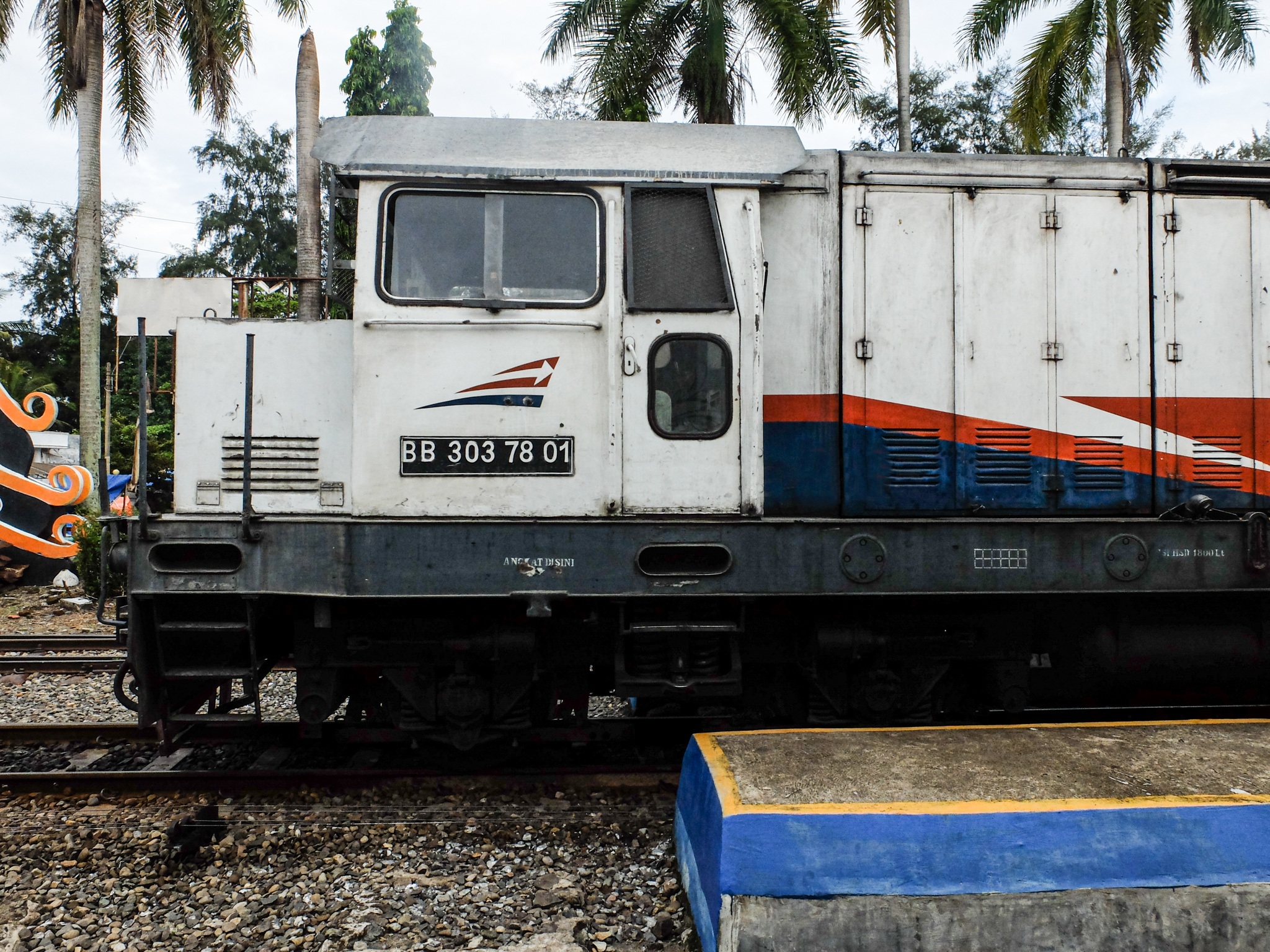
BB303形の側面写真
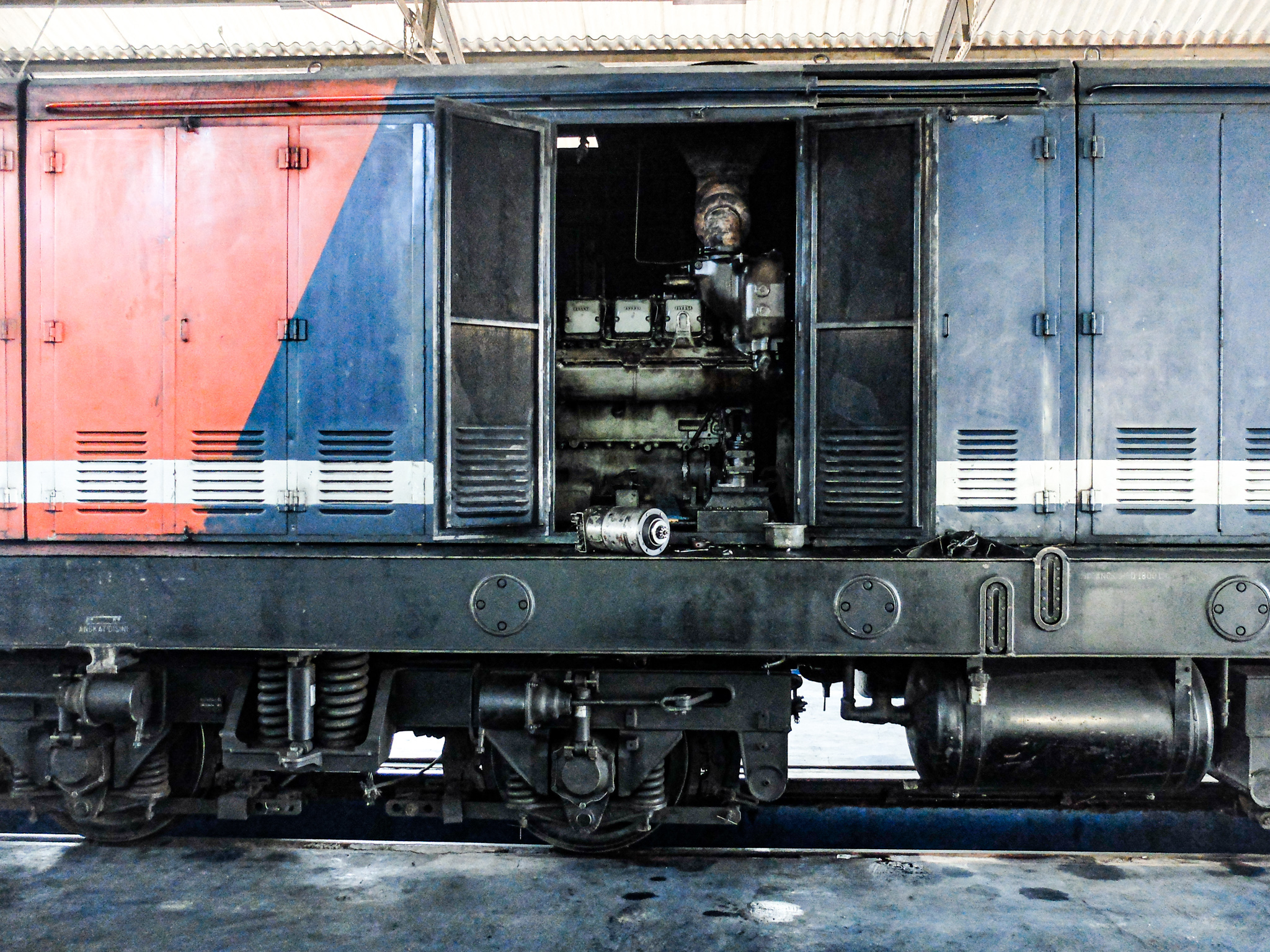
エンジン室が開放されている様子
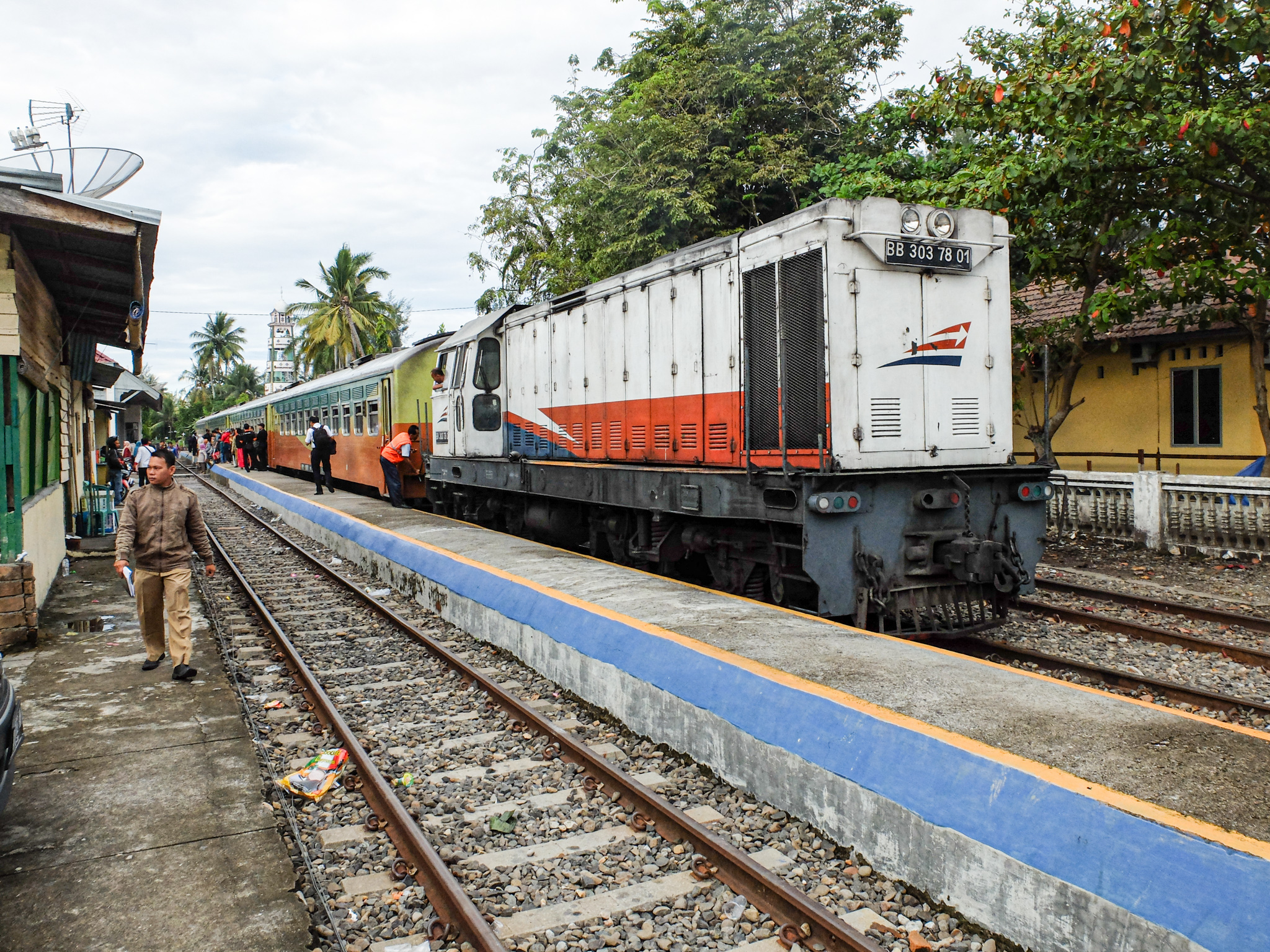
側面にラジエーターが搭載化改造されたBB 303 78 01号機